# NGC 4106
NGC 4106 ist eine linsenförmige Galaxie vom Hubble-Typ SB0/a im Sternbild Hydra südlich der Ekliptik. Sie ist schätzungsweise 88 Millionen Lichtjahre von der Milchstraße entfernt und hat einen Durchmesser von etwa 40.000 Lichtjahren. Vermutlich bildet sie gemeinsam mit NGC 4105 ein gravitativ gebundenes Galaxienpaar. Die Galaxie gilt als Mitglied der IC 764-Gruppe (LGG 271).

Im selben Himmelsareal befinden sich die Galaxien IC 760, IC 2996, IC 3005, IC 3010.
Das Objekt wurde am 7. März 1791 von Wilhelm Herschel entdeckt.